# Аккуратов, Фёдор Яковлевич
Фёдор Я́ковлевич Аккура́тов (4 [17] сентября 1915, Черемисино, Костромская губерния, Российская империя — 1 марта 1940, Кяхяри, Выборгская губерния, Финляндия) — советский военный лётчик, старшина, участник советско-финляндской войны 1939—1940 годов. Стрелок-радист 2-й эскадрильи 50-го скоростного бомбардировочного авиационного полка 18-й скоростной бомбардировочной авиабригады 7-й армии Северо-Западного фронта. Во время войны совершил 44 боевых вылета. Герой Советского Союза (1940).

## Биография
Фёдор Яковлевич Аккуратов родился 17 сентября 1915 года в деревне Черемисино (согласно другим данным — Истрахово. Ныне деревня не существует) Кинешемского уезда Костромской губернии (ныне — Кинешемский район Ивановской области) в русской крестьянской семье. Учился в Ильинской сельской школе, затем поступил в Кинешемскую восьмилетнюю школу. Работал в колхозе, а по окончании школы трудился часовым мастером в мастерской артели «Точное время».
В 1936 году Кинешемским райвоенкоматом был призван на военную службу в Рабоче-крестьянскую Красную Армию. Обучался в школе младших авиационных специалистов. Службу проходил в строевых частях ВВС РККА.
С 19 декабря 1939 года Аккуратов находился на фронтах советско-финляндской войны. Участвовал в боях на Карельском перешейке в качестве воздушного стрелка-радиста в составе 50-го бомбардировочного авиаполка 18-й скоростной бомбардировочной авиабригады ВВС 7-й армии Северо-Западного фронта. Совершил 44 успешных боевых вылета, при этом уничтожил несколько истребителей противника. За отличное выполнение боевого задания получил несколько благодарностей от командования.
1 марта 1940 года при выполнении боевого задания по уничтожению огневых точек противника самолёт, в котором находились старший политрук Василий Койнаш, штурман лейтенант Борис Корнилов и старшина Аккуратов, попал под интенсивный обстрел зенитной артиллерии противника в районе станции Таммисуо. Членам экипажа удалось ликвидировать возникший на борту пожар, но затем они совершили вынужденную посадку в районе населённого пункта Кяхяри (ныне — посёлок Гончарово Выборгского района Ленинградской области) на территории, занятой противником. В начавшемся наземном бою Аккуратов был убит пулемётным огнём, когда пытался разведать пути отхода. Похоронен на Сестрорецком кладбище.

## Награды и память
За свой подвиг («за образцовое выполнение боевых заданий командования на фронте борьбы с финской белогвардейщиной и проявленные при этом отвагу и геройство») старшина Фёдор Яковлевич Аккуратов 21 марта 1940 года был посмертно удостоен звания Герой Советского Союза с вручением медали «Золотая Звезда» и Ордена Ленина.
Грамота Героя Советского Союза была передана на хранение в школу № 11 города Кинешма. Кроме того, имя Аккуратова было увековечено на Аллее Героев и на мемориальной доске, посвящённой выпускникам Кинешемского аэроклуба. В честь Аккуратова была названа одна из улиц Кинешмы и переименована Мариинская улица в Ленинграде. 1 сентября 2017 года в селе Ильинское на здании школы, в которой он учился, была установлена мемориальная доска.